# Nasdaq Riga

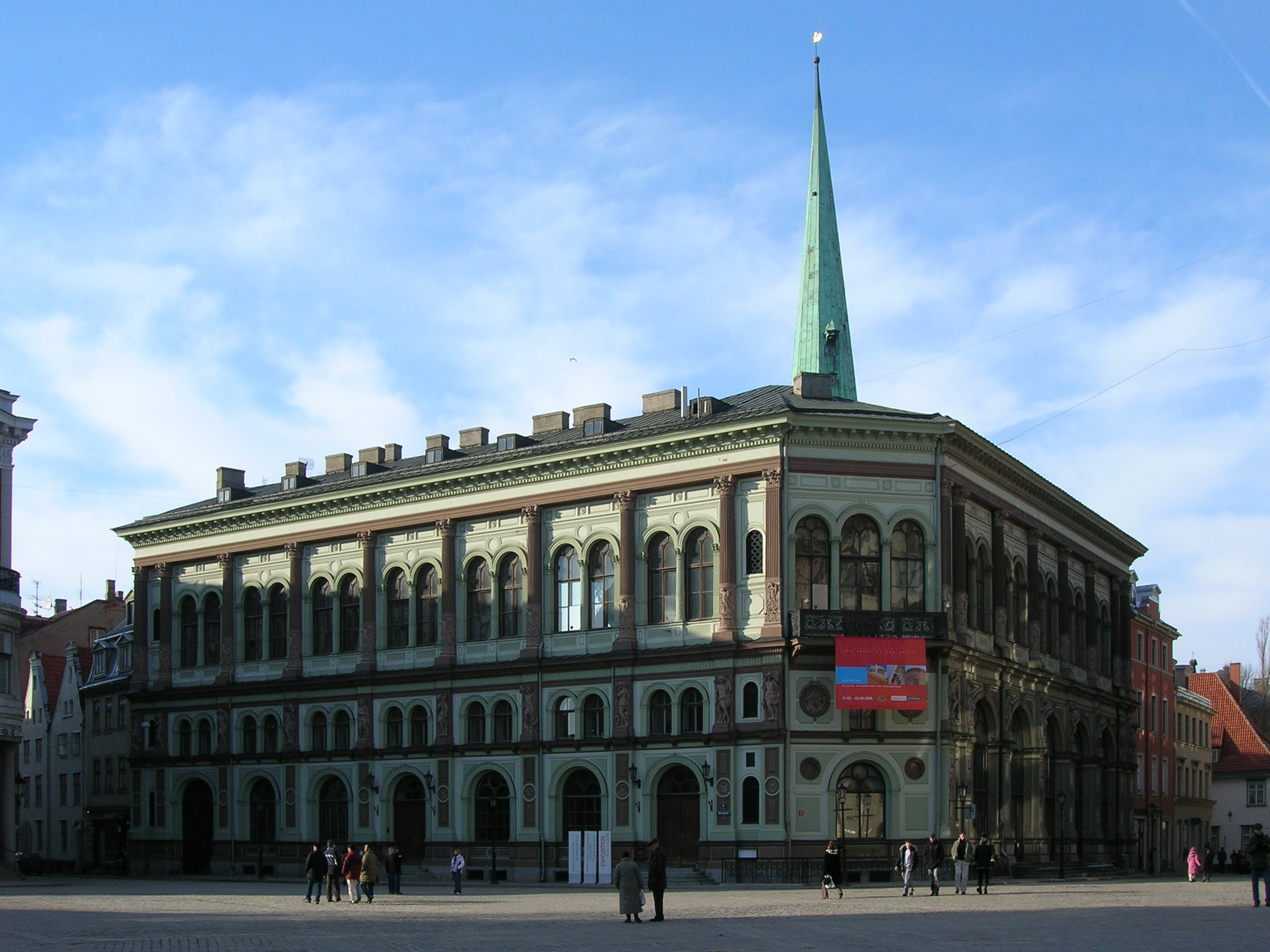
Будівля Ризької фондової біржі

Nasdaq Riga, раніше Ризька фондова біржа (латис. Rīgas Fondu birža) — фондова біржа, розташована в Ризі (Латвія). Біржею володіє американська транснаціональна корпорація Nasdaq Inc, яка також володіє та управляє численними біржами і інших країнах.
«Ризька біржа почала роботу в 1852 р., в той час на ній переважали
товарні операції» (Мошенский С. З. Рынок ценных бумаг Российской
империи. – Москва: «Экономика», 2014. – С. 401–404. – )
Будівля збудована в 1852—1855 роках в стилі неоренесансу за проектом архітектора Г. Боссе.